# Embaixada da Suécia em Brasília
A Embaixada da Suécia em Brasília é a principal representação diplomática sueca no Brasil. A atual embaixadora é Karin Wallensteen, no cargo desde 29 de agosto de 2022.
Está localizada na Avenida das Nações, na quadra SES 807, Lote 29, no Setor de Embaixadas Sul, na Asa Sul. A embaixada foi projetada por Helge Zimdal e concluída em 1974. Além da embaixada, os suecos contam, no Brasil, com mais dois consulados gerais (Rio de Janeiro e São Paulo) e cinco consulados honorários.

## História

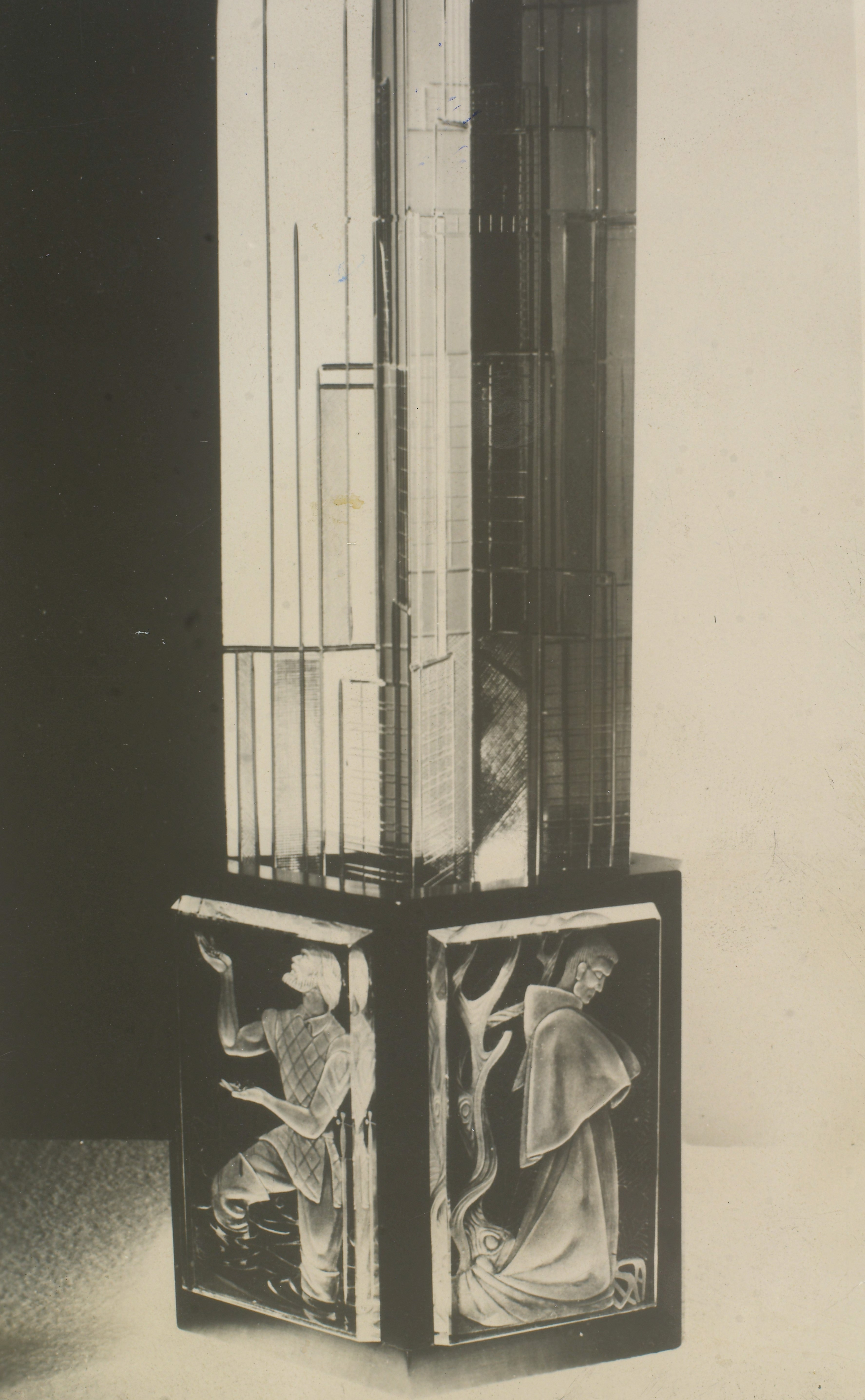
O presente sueco para o Brasil em homenagem a inauguração de Brasília

Assim como outros países, a Suécia recebeu de graça um terreno no Setor de Embaixadas Sul na época da construção de Brasília, medida que visava a instalação mais rápida das representações estrangeiras na nova capital. Os suecos chegaram a enviar um presente ao Brasil pela inauguração da cidade, em 1960. O terreno foi oficialmente marcado pelos suecos em 1966. Nos anos 1970, a relação diplomática ganhou um novo fator de aproximação: Silvia Renate Sommerlath, que se tornou rainha consorte sueca em 1976, cresceu no Brasil por ser filha de uma mãe brasileira e um pai alemão, assim como também cresceu na Alemanha. O casal real sueco faz visitas esporádicas ao país desde então.
O responsável pelo projeto da embaixada foi Helge Zimdal. Ele comparava a embaixada sueca, cercada de verde, com uma aldeia do norte do país. O complexo é formado pelos escritórios da chancelaria, a residência da embaixadora, mais quatro casas e um edifício voltado aos funcionários e serviços. As casas tem um chafariz ao meio, e as paredes de todos os edifícios tem cerâmicas azuis trazidas da Suécia. Os escritórios tem diferentes níveis, com a parte mais baixa tendo a recepção, salas de reuniões, biblioteca e escritórios para funcionários locais, e a parte de cima tendo os arquivos e os gabinetes, incluindo o da embaixadora. O terreno tem onze metros de inclinação. Os prédios foram concluídos em 1974, e são vizinhos das embaixadas dinamarquesa, norueguesa e finlandesa, as outras nações da região nórdica com representação no Brasil. Reformas aconteceram em 2001 e 2012, com um novo escritório sendo adicionado nesta última.

## Embaixadores
Karin Lovisa Wallensteen é a atual embaixadora da Suécia no Brasil, estando no cargo desde agosto de 2022.  Antes disso, entre 2016 e 2022 trabalhou no Gabinete do ex Primeiro-Ministro Sueco Stefan Löfven, onde exerceu, por três anos, a função de Secretária de Estado para Assuntos Internacionais e Conselho de Política de Segurança (2019-2022); e a de Diretora para Assuntos Internacionais (2016-2019), assessorando o ex Primeiro-Ministro em ampla gama de questões de política externa e segurança. Antes de vir para o Brasil, exercia a mesma função de assessoria no gabinete da atual Primeira-Minisra, Magdalena Andersson.
Ela trabalha no Ministério das Relações Exteriores da Suécia desde 2003. Após concluir o programa de treinamento diplomático, Karin Wallensteen desempenhou diversas atribuições dentro do Ministério, dentre elas o de Conselheira na Embaixada da Suécia na Etiópia (2013-2016); bem como distintas funções, sobretudo na área de política de segurança. Seu primeiro posto fora da Suécia foi na Embaixada da Suécia em Brasília (2004-2006). 
Karin Wallensteen é Bacharel em Ciências Políticas pela Universidade de Uppsala, assim como jornalista com diploma da Universidade de Gotemburgo. Ela também estudou na Universidade de Michigan em Ann Arbor. 

### Lista de embaixadores desde o início das relações
| Nome                                                                 | Período      | Função                  |
| -------------------------------------------------------------------- | ------------ | ----------------------- |
| Johan Albert Kantzow                                                 | 1808–1811    | Chefe de Negócios       |
| Lorentz Westin                                                       | 1825–1830    | Chefe de Negócios       |
| David Gustaf Anckarloo                                               | 1830–1831    | Chefe de Negócios       |
| Lars Gustaf Morsing                                                  | 1845–1860    | Chefe de Negócios       |
| Gunnar Olof Hyltén-Cavallius                                         | 1860–1864    | Chefe de Negócios       |
| Erik Carl Johan Cederstråhle                                         | 1879–1876    | Chefe de Negócios       |
| Johan Paues                                                          | 1913–1918    | Chefe de Negócios       |
| Johan Paues                                                          | 1918–1920    | Ministro residente      |
| Johan Paues                                                          | 1920–1935    | Enviado                 |
| Gustaf Weidel                                                        | 1935–1943    | Enviado                 |
| Ragnar Kumlin                                                        | 1944–1948    | Enviado                 |
| Knut Richard Thyberg                                                 | 1949–1955    | Enviado                 |
| Jan Stenström                                                        | 1955–1956    | Enviado                 |
| Jan Stenström                                                        | 1956–1960    | Embaixador              |
| Carl Douglas                                                         | 1960–1961    | Embaixador              |
| Jens Malling                                                         | 1961–1965    | Embaixador              |
| Gustaf Bonde                                                         | 1966–1970    | Embaixador              |
| Bengt Odevall                                                        | 1970–1972    | Embaixador              |
| A embaixada deixa o Rio de Janeiro e se instala em Brasília em 1972. |              |                         |
| Bengt Odevall                                                        | 1972–1975    | Embaixador              |
| Gunnar Lonaeus                                                       | 1975–1978    | Embaixador              |
| Lennart Rydfors                                                      | 1978–1986    | Embaixador              |
| Krister Kumlin                                                       | 1986–1990    | Embaixador              |
| Gunnar Hultner                                                       | 1990–1996    | Embaixador              |
| Christer Manhusen                                                    | 1996–2001    | Embaixador              |
| Staffan Åberg                                                        | 2001–2003    | Embaixador              |
| Margareta Winberg                                                    | 2004–2007    | Embaixadora             |
| Annika Markovic                                                      | 2008–2011    | Embaixadora             |
| Magnus Robach                                                        | 2011–2014    | Embaixador              |
| Per-Arne Hjelmborn                                                   | 2014–2019    | Embaixador              |
| Johanna Brismar Skoog                                                | 2019–2021    | Embaixadora             |
| Anders Wollter                                                       | 2021 - 2022  | Encarregado de Negócios |
| Karin Wallensteen                                                    | 2022 - atual | Embaixadora             |

## Serviços
A embaixada realiza os serviços protocolares das representações estrangeiras, como o auxílio aos suecos que moram no Brasil e aos visitantes vindos da Suécia e também para os brasileiros que desejam visitar ou se mudar para o país europeu. Mais de 6500 brasileiros vivem na Suécia, a maior parte na capital Estocolmo. Outras ações que passam pela embaixada são as relações diplomáticas com o governo brasileiro nas áreas política, econômica, cultural e científica. A embaixada promove eventos que propagam sua cultura e teve atuação na diplomacia que permitiu, por exemplo, o acordo de transferência de tecnologia para o Projeto FX-2, voltado as forças armadas. Na atualidade, mais 220 empresas suecas estão atuando no Brasil.
Além da embaixada de Brasília, a Suécia conta com mais dois consulados gerais honorários no Rio de Janeiro e em São Paulo e mais cinco consulados em Belo Horizonte, Fortaleza, Manaus, Recife e Salvador. Cada um deles é responsável por uma parte do Brasil: São Paulo tem jurisdição, além do estado de São Paulo, sobre o Sul do Brasil, o Mato Grosso e o Mato Grosso do Sul; a jurisdição do Rio de Janeiro abrange o próprio estado, o Espírito Santo e Goiás; Salvador atua para Bahia, Sergipe e Tocantins; a área do consulado de Manaus abrange Amazonas, Acre, Rondônia e Roraima; Fortaleza abrange em sua jurisdição, além do Ceará, Amapá, Maranhão, Pará e Piauí; o consulado de Recife atua para Alagoas, Paraíba, Pernambuco e Rio Grande do Norte e o consulado de Belo Horizonte é voltado para Minas Gerais.